# Whoa, Nelly!
Whoa, Nelly! este albumul de debut al cântăreței canadiene Nelly Furtado. Acesta a fost lansat în America de Nord pe 24 octombrie 2000 de DreamWorks Records. El a ajuns pe poziția douăzeci și patru de în clasamentul american Billboard 200 și a primit recenzii pozitive din partea criticilor. A produs trei hituri difuzate intens la nivel internațional: I'm Like a Bird", "Turn Off the Light" și "... On the Radio (Remember the Days)".  Albumul a petrecut șaptezeci și opt de săptămâni în Billboard 200. A primit două discuri de platină în SUA în ianuarie 2002.

## Lista cântecelor
| Whoa, Nelly!    |                                         |                    |         |  |
| Nr.             | Titlu                                   | Autor(i)           | Lungime |  |
| 1.              | „Hey, Man!”                             | Furtado            | 4:10    |  |
| 2.              | „Shit on the Radio (Remember the Days)” | Furtado            | 3:54    |  |
| 3.              | „Baby Girl”                             | Furtado Eaton West | 3:46    |  |
| 4.              | „Legend”                                | Furtado Eaton West | 3:35    |  |
| 5.              | „I'm Like a Bird”                       | Furtado            | 4:03    |  |
| 6.              | „Turn Off the Light”                    | Furtado            | 4:36    |  |
| 7.              | „Trynna Finda Way”                      | Furtado Eaton West | 3:32    |  |
| 8.              | „Party”                                 | Furtado Eaton West | 4:02    |  |
| 9.              | „Well, Well”                            | Furtado            | 2:59    |  |
| 10.             | „My Love Grows Deeper” (Part 1)         | Furtado Eaton West | 4:21    |  |
| 11.             | „I Will Make U Cry”                     | Furtado            | 3:59    |  |
| 12.             | „Scared of You”                         | Furtado            | 6:09    |  |
| Lungime totală: | Lungime totală:                         | Lungime totală:    | 47:06   |  |